# Fumage

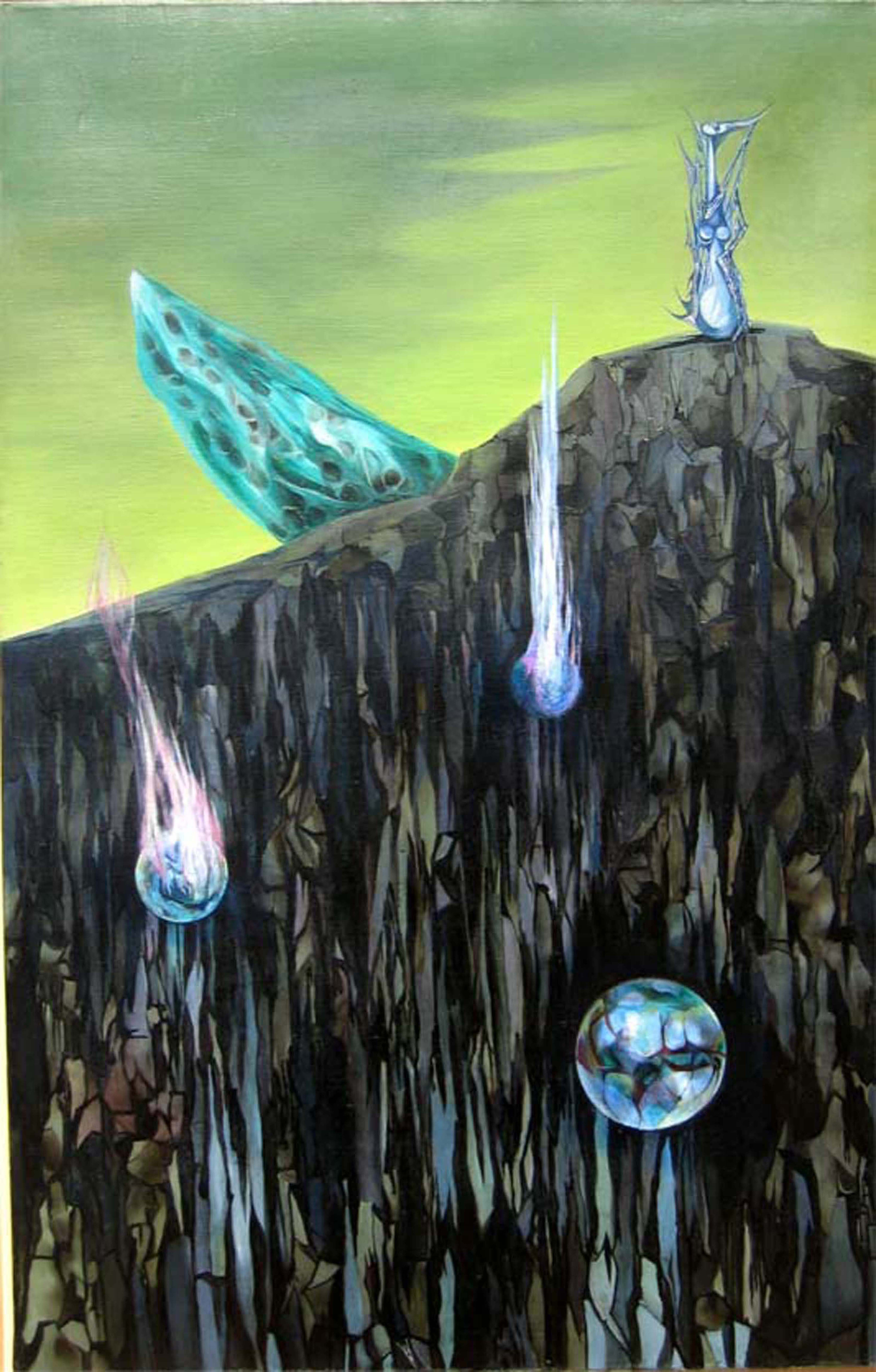
Pays interdit (Verbotenes Land),
Gemälde von Wolfgang Paalen (1936)

Fumage (franz. das Räuchern) ist eine von Wolfgang Paalen erfundene surrealistische Technik, bei der die Rußspur des Rauchs z. B. einer Kerze oder einer Öllampe auf Papier oder Leinwand festgehalten wird. Die erste Fumage mit dem Titel Dictated by a Candle präsentierte Paalen auf der Internationalen Surrealismusausstellung in London 1936. Im gleichen Jahr schuf er sein erstes Ölbild basierend auf der Fumage, Pays interdit (Verbotenes Land). Mit seinen Fumagen gelang Paalen 1936 der Durchbruch in Paris. Im Exil überraschte er 1940 in der Galerie Julien Levy die New Yorker Kunstwelt.
Die Spuren von Feuer und Rauch traten so in den Kreis vergleichbarer, von Kollegen wie Max Ernst oder André Masson entwickelter Techniken, wo jeweils Zufallsstrukturen die Phantasie des Künstlers und Betrachters entzünden. Im Surrealismus ist es eher die Regel, dass der Ruß der Fumage im Verbund mit Ölmalerei auftritt, deren Buntfarben also in Ergänzung zu den eigenen, mitunter intensiven, Graustufen.
In diesem Sinne hat auch Salvador Dalí Fumage verwendet, nannte sie indes „Sfumato“. In einer entschieden nicht-figürlichen Bildsprache begegnet man Fumage um 1960 wieder in den Arbeiten von Künstlern wie Yves Klein, Burhan Dogancay, Jiří Georg Dokoupil und Otto Piene.